# Ampulex himalayensis
Ampulex himalayensis är en  stekelart som beskrevs av Cameron 1903. Ampulex himalayensis ingår i släktet Ampulex och familjen Ampulicidae. Inga underarter finns listade i Catalogue of Life.